# 萩市
萩市（はぎし）は、中国地方西部、山口県の北部に位置する日本海に面する市。

## 概要
江戸時代に毛利氏が治める長州藩の本拠地となった城下町（萩城下町）として有名である。長州藩は薩摩藩（現在の鹿児島県）などとともに明治維新の中心的役割を果たした。そのため、吉田松陰や高杉晋作、木戸孝允、山縣有朋など幕末から戦前にかけて政財界に関係する人物を多く出している。
一方を日本海に面し、三方が山に囲まれており、道路・鉄道・港湾の整備も遅かったため、山陽側の市町村と比べると発展が弱かった（交通面では隣の長門市の方が発達している）。
現在の萩市は2005年（平成17年）3月6日に旧萩市と2町4村が合併して誕生し、面積は約698.79km2（県土の11.4%）、日常生活圏の数は10となった。新制の萩市として発足後の2005年国勢調査においても、人口の減少が目立ち、特に合併前の旧町村での減少傾向が目立つ。
司馬遼太郎の幕末小説である『世に棲む日日』『花神』や、大河ドラマ『花燃ゆ』は萩市が舞台になっている。
萩市中心部は、日本有数の規模を誇るデルタ地帯に発展している。旧・川上村から流れる阿武川（あぶがわ）は川島地区で2つに分かれ、橋本川と松本川となって日本海に注ぐ。また、両河川からは新堀川、藍場川といった小河川が分岐し、市街を流れている。

## 地理

### 地勢

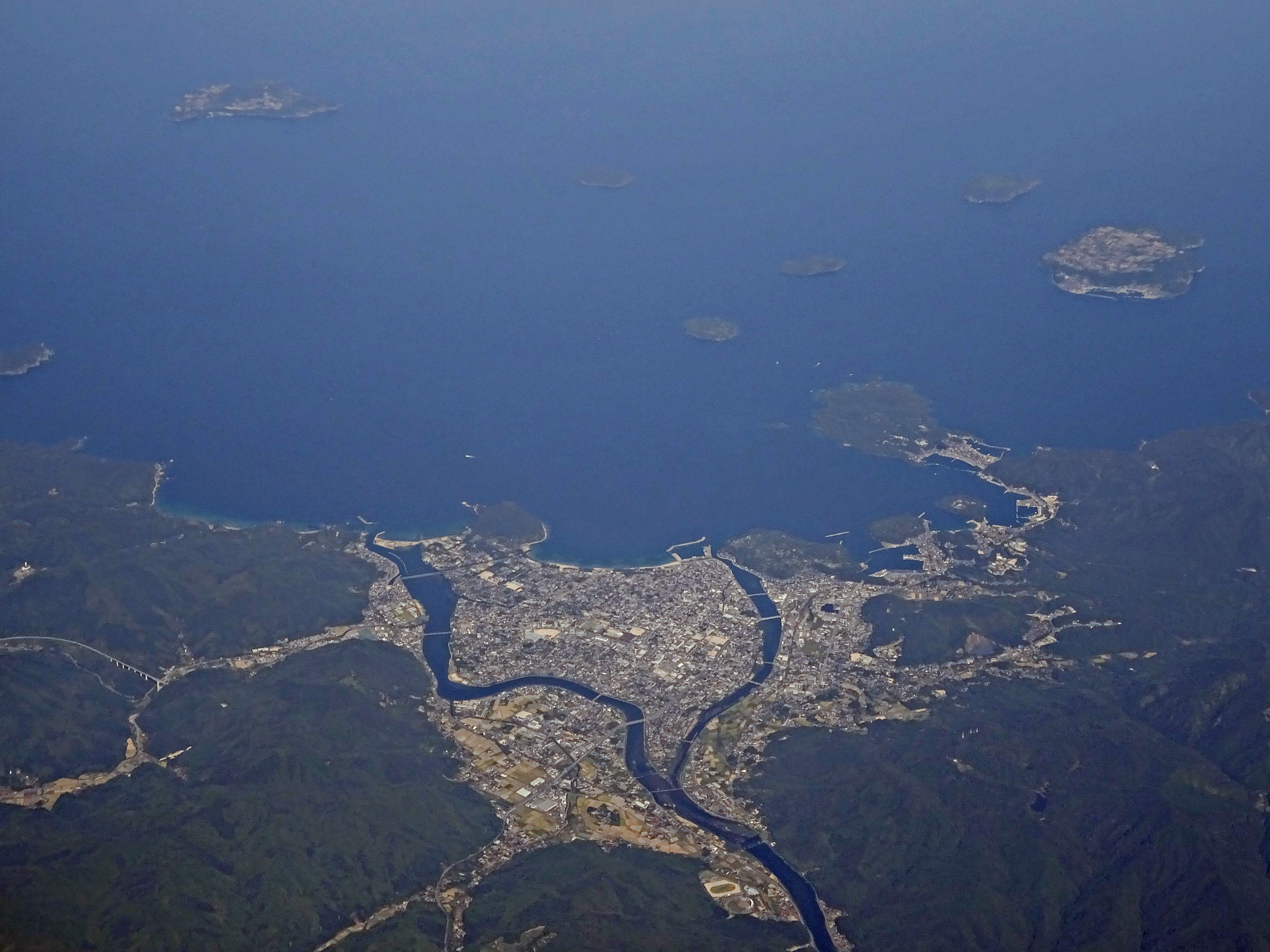
萩市中心部城下町の空中写真。画像中央の海に突き出した山が萩城のあった指月山。萩の城下町は東西を川に挟まれた三角州上に形成されている（2022年10月）

山口県北部の日本海に面し、東は島根県境から西は長門市まで、南は山口市、美祢市に接している。離島として見島（みしま）、大島（おおしま）、相島（あいしま）、櫃島（ひつしま）、羽島（はじま）、肥島（ひしま）、尾島（おしま）があり、そのうち見島、大島、相島、櫃島は有人島である。見島を除く6つの島を、市内では総称して「六島（ろくとう）」もしくは「萩・六島村（はぎろくとうそん）」とも呼ぶ ことがある。
主な山岳としては標高532.8mの高山（こうやま）がある。
なお隣接する阿武町は、萩市に囲まれている。

### 気候
日本海側に位置しているが、大陸に非常に近いことや暖流である対馬海流の影響もあり、比較的温暖な気候である。また、冬季の日照時間が少ないが降水量も少なく、太平洋側気候九州型気候区といえる。
| 萩特別地域気象観測所（萩市大字土原字川島沖田、標高2m）の気候 | 萩特別地域気象観測所（萩市大字土原字川島沖田、標高2m）の気候 | 萩特別地域気象観測所（萩市大字土原字川島沖田、標高2m）の気候 | 萩特別地域気象観測所（萩市大字土原字川島沖田、標高2m）の気候 | 萩特別地域気象観測所（萩市大字土原字川島沖田、標高2m）の気候 | 萩特別地域気象観測所（萩市大字土原字川島沖田、標高2m）の気候 | 萩特別地域気象観測所（萩市大字土原字川島沖田、標高2m）の気候 | 萩特別地域気象観測所（萩市大字土原字川島沖田、標高2m）の気候 | 萩特別地域気象観測所（萩市大字土原字川島沖田、標高2m）の気候 | 萩特別地域気象観測所（萩市大字土原字川島沖田、標高2m）の気候 | 萩特別地域気象観測所（萩市大字土原字川島沖田、標高2m）の気候 | 萩特別地域気象観測所（萩市大字土原字川島沖田、標高2m）の気候 | 萩特別地域気象観測所（萩市大字土原字川島沖田、標高2m）の気候 | 萩特別地域気象観測所（萩市大字土原字川島沖田、標高2m）の気候 |
| 月                                                           | 1月                                                          | 2月                                                          | 3月                                                          | 4月                                                          | 5月                                                          | 6月                                                          | 7月                                                          | 8月                                                          | 9月                                                          | 10月                                                         | 11月                                                         | 12月                                                         | 年                                                           |
| ------------------------------------------------------------ | ------------------------------------------------------------ | ------------------------------------------------------------ | ------------------------------------------------------------ | ------------------------------------------------------------ | ------------------------------------------------------------ | ------------------------------------------------------------ | ------------------------------------------------------------ | ------------------------------------------------------------ | ------------------------------------------------------------ | ------------------------------------------------------------ | ------------------------------------------------------------ | ------------------------------------------------------------ | ------------------------------------------------------------ |
| 最高気温記録 °C （°F）                                       | 19.2 (66.6)                                                  | 23.6 (74.5)                                                  | 25.9 (78.6)                                                  | 30.7 (87.3)                                                  | 32.1 (89.8)                                                  | 34.6 (94.3)                                                  | 36.6 (97.9)                                                  | 38.3 (100.9)                                                 | 37.4 (99.3)                                                  | 32.2 (90)                                                    | 27.3 (81.1)                                                  | 24.2 (75.6)                                                  | 38.3 (100.9)                                                 |
| 平均最高気温 °C （°F）                                       | 9.4 (48.9)                                                   | 10.4 (50.7)                                                  | 13.7 (56.7)                                                  | 18.4 (65.1)                                                  | 22.9 (73.2)                                                  | 25.7 (78.3)                                                  | 30.1 (86.2)                                                  | 31.1 (88)                                                    | 27.2 (81)                                                    | 22.4 (72.3)                                                  | 17.3 (63.1)                                                  | 11.8 (53.2)                                                  | 20.0 (68)                                                    |
| 日平均気温 °C （°F）                                         | 5.7 (42.3)                                                   | 6.4 (43.5)                                                   | 9.1 (48.4)                                                   | 13.6 (56.5)                                                  | 18.3 (64.9)                                                  | 21.9 (71.4)                                                  | 26.2 (79.2)                                                  | 27.0 (80.6)                                                  | 23.1 (73.6)                                                  | 17.7 (63.9)                                                  | 12.8 (55)                                                    | 8.0 (46.4)                                                   | 15.8 (60.4)                                                  |
| 平均最低気温 °C （°F）                                       | 2.4 (36.3)                                                   | 2.5 (36.5)                                                   | 4.6 (40.3)                                                   | 8.8 (47.8)                                                   | 13.9 (57)                                                    | 18.6 (65.5)                                                  | 23.0 (73.4)                                                  | 23.8 (74.8)                                                  | 19.8 (67.6)                                                  | 13.7 (56.7)                                                  | 8.6 (47.5)                                                   | 4.3 (39.7)                                                   | 12.0 (53.6)                                                  |
| 最低気温記録 °C （°F）                                       | −5.8 (21.6)                                                  | −6.8 (19.8)                                                  | −3.9 (25)                                                    | −0.3 (31.5)                                                  | 3.0 (37.4)                                                   | 8.6 (47.5)                                                   | 12.2 (54)                                                    | 15.2 (59.4)                                                  | 8.1 (46.6)                                                   | 3.9 (39)                                                     | 0.6 (33.1)                                                   | −3.8 (25.2)                                                  | −6.8 (19.8)                                                  |
| 降水量 mm （inch）                                           | 94.5 (3.72)                                                  | 76.3 (3.004)                                                 | 124.5 (4.902)                                                | 120.4 (4.74)                                                 | 134.7 (5.303)                                                | 206.5 (8.13)                                                 | 273.5 (10.768)                                               | 178.0 (7.008)                                                | 201.4 (7.929)                                                | 107.5 (4.232)                                                | 88.8 (3.496)                                                 | 86.9 (3.421)                                                 | 1,692.9 (66.65)                                              |
| 平均降水日数 （≥0.5 mm）                                     | 13.1                                                         | 11.6                                                         | 12.8                                                         | 11.0                                                         | 9.7                                                          | 12.8                                                         | 12.0                                                         | 10.2                                                         | 11.3                                                         | 9.3                                                          | 10.3                                                         | 12.6                                                         | 136.9                                                        |
| % 湿度                                                       | 70                                                           | 69                                                           | 69                                                           | 70                                                           | 71                                                           | 80                                                           | 78                                                           | 78                                                           | 79                                                           | 76                                                           | 73                                                           | 71                                                           | 74                                                           |
| 平均月間日照時間                                             | 76.6                                                         | 94.4                                                         | 147.3                                                        | 177.4                                                        | 204.6                                                        | 139.1                                                        | 171.8                                                        | 206.3                                                        | 152.4                                                        | 160.8                                                        | 119.2                                                        | 83.3                                                         | 1,733.2                                                      |
| 出典：気象庁 (平均値：1991年-2020年、極値：1948年-現在)      |                                                              |                                                              |                                                              |                                                              |                                                              |                                                              |                                                              |                                                              |                                                              |                                                              |                                                              |                                                              |                                                              |

| 須佐（1991年 - 2020年）の気候      | 須佐（1991年 - 2020年）の気候 | 須佐（1991年 - 2020年）の気候 | 須佐（1991年 - 2020年）の気候 | 須佐（1991年 - 2020年）の気候 | 須佐（1991年 - 2020年）の気候 | 須佐（1991年 - 2020年）の気候 | 須佐（1991年 - 2020年）の気候 | 須佐（1991年 - 2020年）の気候 | 須佐（1991年 - 2020年）の気候 | 須佐（1991年 - 2020年）の気候 | 須佐（1991年 - 2020年）の気候 | 須佐（1991年 - 2020年）の気候 | 須佐（1991年 - 2020年）の気候 |
| 月                                 | 1月                           | 2月                           | 3月                           | 4月                           | 5月                           | 6月                           | 7月                           | 8月                           | 9月                           | 10月                          | 11月                          | 12月                          | 年                            |
| ---------------------------------- | ----------------------------- | ----------------------------- | ----------------------------- | ----------------------------- | ----------------------------- | ----------------------------- | ----------------------------- | ----------------------------- | ----------------------------- | ----------------------------- | ----------------------------- | ----------------------------- | ----------------------------- |
| 最高気温記録 °C （°F）             | 19.5 (67.1)                   | 22.9 (73.2)                   | 25.0 (77)                     | 30.0 (86)                     | 30.9 (87.6)                   | 34.0 (93.2)                   | 36.8 (98.2)                   | 37.3 (99.1)                   | 35.7 (96.3)                   | 32.0 (89.6)                   | 26.7 (80.1)                   | 24.4 (75.9)                   | 37.3 (99.1)                   |
| 平均最高気温 °C （°F）             | 8.9 (48)                      | 9.8 (49.6)                    | 12.9 (55.2)                   | 17.8 (64)                     | 22.4 (72.3)                   | 25.3 (77.5)                   | 29.2 (84.6)                   | 30.6 (87.1)                   | 26.5 (79.7)                   | 21.7 (71.1)                   | 16.7 (62.1)                   | 11.4 (52.5)                   | 19.4 (66.9)                   |
| 日平均気温 °C （°F）               | 5.1 (41.2)                    | 5.4 (41.7)                    | 8.0 (46.4)                    | 12.6 (54.7)                   | 17.2 (63)                     | 21.0 (69.8)                   | 25.2 (77.4)                   | 26.0 (78.8)                   | 21.9 (71.4)                   | 16.4 (61.5)                   | 11.6 (52.9)                   | 7.1 (44.8)                    | 14.8 (58.6)                   |
| 平均最低気温 °C （°F）             | 0.9 (33.6)                    | 0.6 (33.1)                    | 2.4 (36.3)                    | 6.6 (43.9)                    | 11.6 (52.9)                   | 16.9 (62.4)                   | 21.6 (70.9)                   | 22.1 (71.8)                   | 17.7 (63.9)                   | 11.3 (52.3)                   | 6.4 (43.5)                    | 2.6 (36.7)                    | 10.1 (50.2)                   |
| 最低気温記録 °C （°F）             | −6.2 (20.8)                   | −7.1 (19.2)                   | −4.8 (23.4)                   | −2.9 (26.8)                   | 1.1 (34)                      | 6.5 (43.7)                    | 12.6 (54.7)                   | 14.9 (58.8)                   | 7.1 (44.8)                    | 2.2 (36)                      | −2.3 (27.9)                   | −3.7 (25.3)                   | −7.1 (19.2)                   |
| 降水量 mm （inch）                 | 102.8 (4.047)                 | 85.8 (3.378)                  | 137.1 (5.398)                 | 124.7 (4.909)                 | 142.2 (5.598)                 | 209.1 (8.232)                 | 274.2 (10.795)                | 164.8 (6.488)                 | 208.0 (8.189)                 | 117.3 (4.618)                 | 102.7 (4.043)                 | 107.9 (4.248)                 | 1,776.6 (69.945)              |
| 平均降水日数 （≥1.0 mm）           | 12.8                          | 11.5                          | 12.5                          | 10.7                          | 9.7                           | 11.7                          | 11.3                          | 9.0                           | 10.7                          | 9.4                           | 10.9                          | 12.7                          | 133.1                         |
| 平均月間日照時間                   | 66.8                          | 88.5                          | 146.7                         | 183.6                         | 206.9                         | 144.7                         | 173.7                         | 203.8                         | 148.9                         | 157.4                         | 111.3                         | 72.2                          | 1,704.6                       |
| 出典1：Japan Meteorological Agency |                               |                               |                               |                               |                               |                               |                               |                               |                               |                               |                               |                               |                               |
| 出典2：気象庁                      |                               |                               |                               |                               |                               |                               |                               |                               |                               |                               |                               |                               |                               |

### 地名の由来
市花であるツバキの「ツ」の字が省かれて、ハギになったなどの説がある。

### 人口
| |                                      |  |
| 萩市と全国の年齢別人口分布（2005年） | 萩市の年齢・男女別人口分布（2005年） |  |
| ■紫色 ― 萩市 ■緑色 ― 日本全国 | ■青色 ― 男性 ■赤色 ― 女性            |  |
| 萩市（に相当する地域）の人口の推移 \| 1970年（昭和45年） \| 77,962人 \| \| \| 1975年（昭和50年） \| 75,302人 \| \| \| 1980年（昭和55年） \| 74,846人 \| \| \| 1985年（昭和60年） \| 72,748人 \| \| \| 1990年（平成2年） \| 68,999人 \| \| \| 1995年（平成7年） \| 65,293人 \| \| \| 2000年（平成12年） \| 61,745人 \| \| \| 2005年（平成17年） \| 57,990人 \| \| \| 2010年（平成22年） \| 53,747人 \| \| \| 2015年（平成27年） \| 49,560人 \| \| \| 2020年（令和2年） \| 44,626人 \| \| |                                      |  |
| 総務省統計局 国勢調査より |                                      |  |
| 1970年（昭和45年） | 77,962人                             |  |
| 1975年（昭和50年） | 75,302人                             |  |
| 1980年（昭和55年） | 74,846人                             |  |
| 1985年（昭和60年） | 72,748人                             |  |
| 1990年（平成2年） | 68,999人                             |  |
| 1995年（平成7年） | 65,293人                             |  |
| 2000年（平成12年） | 61,745人                             |  |
| 2005年（平成17年） | 57,990人                             |  |
| 2010年（平成22年） | 53,747人                             |  |
| 2015年（平成27年） | 49,560人                             |  |
| 2020年（令和2年） | 44,626人                             |  |

## 地区

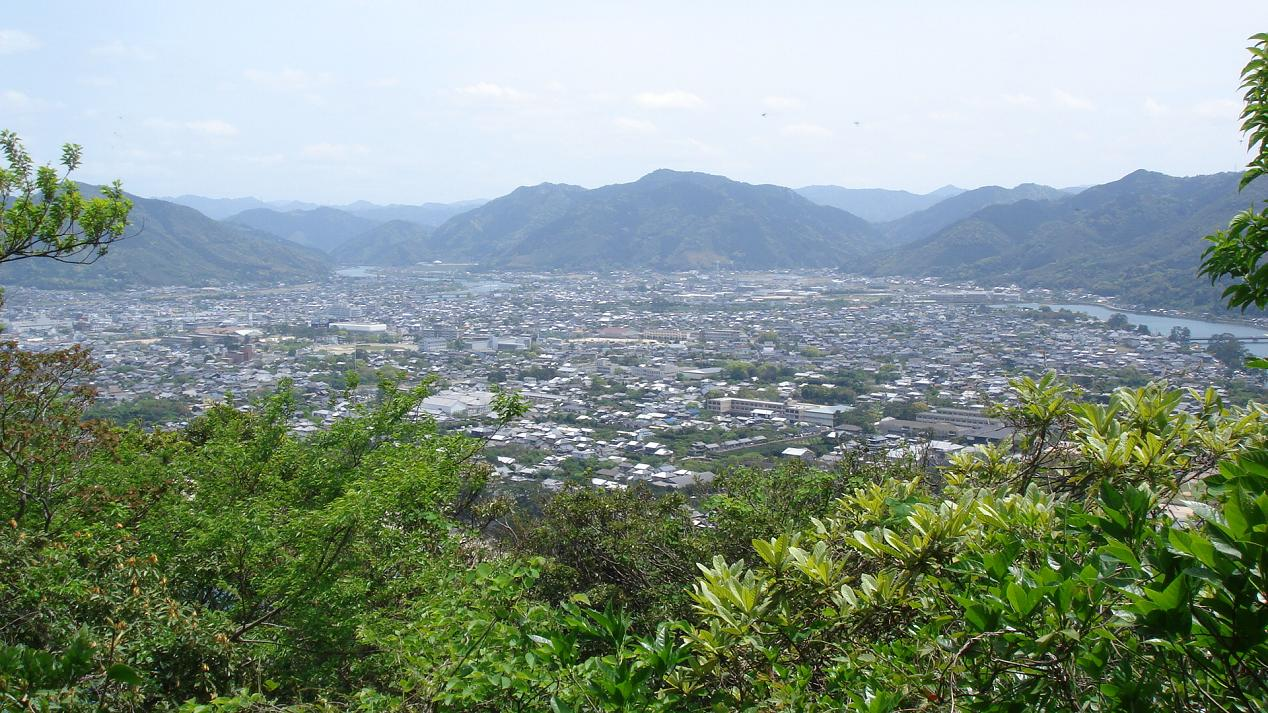
指月山から臨む萩市街

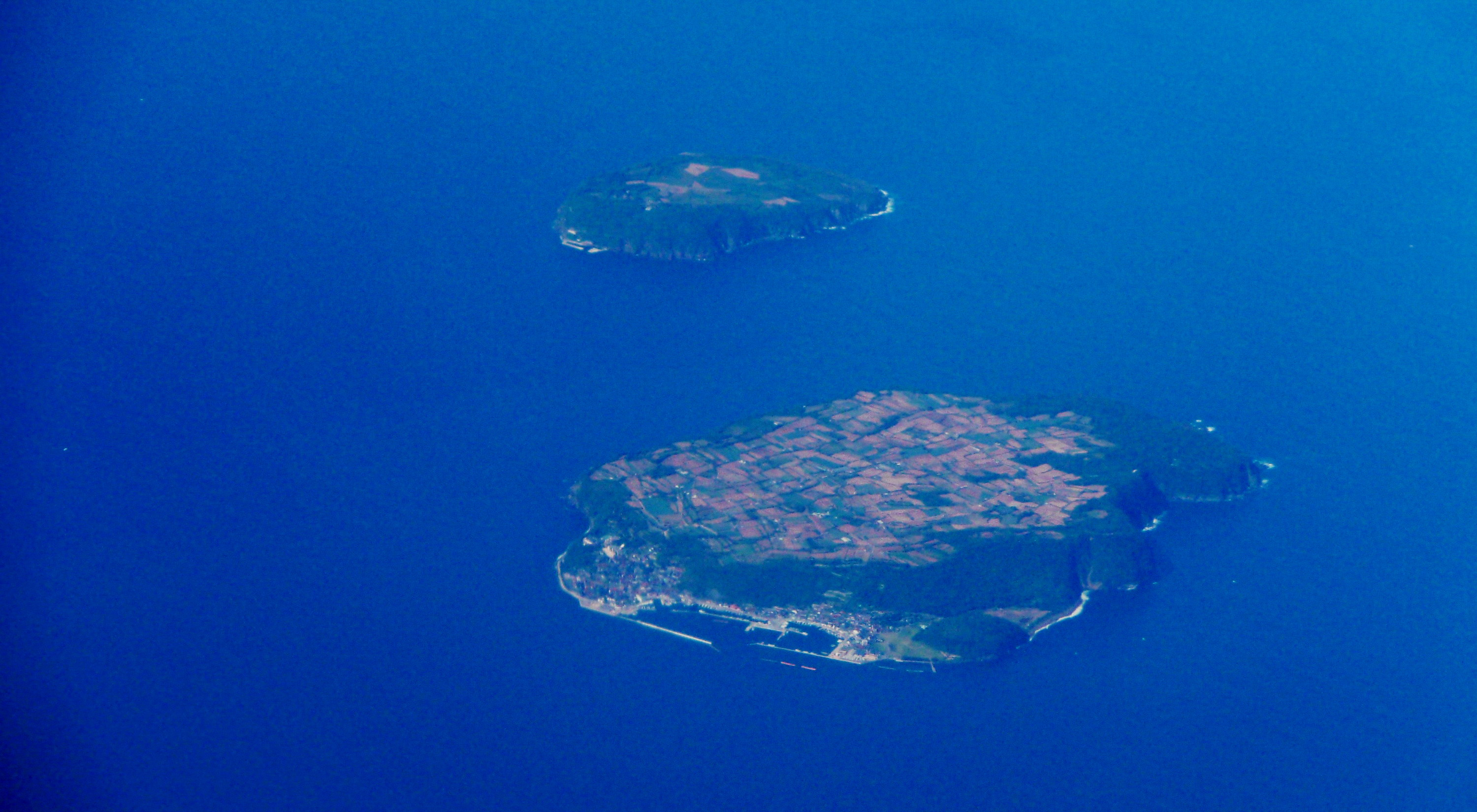
「萩六島村」の大島、櫃島

合併前の市町村は、旧萩広域市町村圏組合を構成し、消防、清掃などを広域で行っていた。
旧萩市中心部は平坦な地形が多いが、三見地区や旧町村部などは主に山間地にあり、特に旧旭村の佐々並地区、旧むつみ村、旧福栄村などは、標高100 - 400mの山に囲まれている。
旧市内（阿武川河口部周辺、離島）
阿武川の三角州に建設された城下町から発展した。山陰本線は三角州の外側を迂回するように走るが、幹線道路である国道191号は三角州中心部を経由し、下関方面へ向かっている。市内は旧城下町特有である碁盤目状の道路が多い。
三方を山、一方を海に囲まれており、中心市街地から周辺の市域・市町へ向かう際は必ず峠を越える必要がある。そのため、雨量が多い場合や積雪などで交通が遮断される場合が多々ある。萩城が建設された由来も、交通に不向きな地形を徳川幕府が気に入ったためといわれている。
大雪の時に国道191号線は鎖峠（くさりとうげ）を中心に、隣接する長門市三隅上の宗頭（むねとう）地区 - 山田地区までが遮断される（大雨の際は崩落の危険があるため通行止め）。飯井（いい） - 玉江（たまえ）へ抜ける道は道幅は狭いものの雪が少ないことが多いが、凍結している可能性があるため要注意である。そのため、バイパスとして長門市三隅と椿の間を結ぶ萩・三隅道路が整備された。
旧萩市は三角州を含んで西から、「三見」（さんみ）→「山田」（やまだ）→「堀内」（ほりうち）→「江向」（えむかい）→「土原」（ひじわら）→「椿東」（ちんとう）→「大井」（おおい）の各地域に分けられ、南側は「椿」（つばき）、北は六島村となって幅が広い。その中で、太字の地域は三角州内にあるが三角州内はもっと細かく分かれることとなる。
見島や「萩六島村」の大島、櫃島などの日本海に浮かぶ離島群は萩港と定期航路で結ばれ、旧萩市の一部を構成していた。
川上地区（旧川上村）
萩市中心部に隣接する山間部。中心部を阿武川が流れ、上流には阿武川ダムがある。
国道262号が地域の端を通り、中心部は県道萩川上線が通っている。山地と阿武川ダムの流域面積が多いために可住面積が少なく、集落は山地を縫うように点在している。
山間部のため冬季は積雪があり、集落間の移動が困難になる。
江崎地区・小川地区（旧田万川町）
国道191号沿いの地域。山口県の最北端に位置する。
島根県益田市に接し、経済圏・生活圏としては萩市中心部よりも近接する益田市との結びつきが強い。日本海に面しており、気候は比較的温暖だが、益田市との県境は冬季積雪がある。産業は主に漁業と農業であり、東部の小川地区では梨や桃等、果樹の生産が盛んである。
吉部地区・高俣地区（旧むつみ村）
萩市中心部と島根県津和野町のほぼ中間の山間部に位置する。気候は内陸部特有の気候であり、冬季は積雪、凍結などが多い。中心部からそれたところに国道315号と県道萩篠生線が走っているが、県道萩津和野線で連絡している。主な産業は農業で、大根の生産では当地区の一角にある千石台地区が2013年（平成25年）度は出荷量は約3,200tで山口県内の出荷量約3,370tのうち約95%を生産している。萩と津和野を結ぶ観光ルートであり、近年は道の駅（うり坊の郷 katamata）やむつみ昆虫王国の建設、観光牧場（秋川牧園）の開設など、観光にも力を入れている。
須佐地区・弥富地区（旧須佐町）
隣接する田万川地域同様、益田市との結びつきが強く、生活圏は益田市に多くが依存している。
地域は日本海から東側に長く、海に面した須佐地区、山間部の弥富地区と鈴野川地区からなる。須佐地区は比較的温暖だが、山間地区は冬季に積雪もある。須佐地区に国道191号が、山間地区は国道315号が通り、交通状況は良い。
第一次産業が多く、観光地数が他の地域より比較的多い。
剣先イカの活イカ漁港として有名。近年ローカルブランドとして商標を取得し、「須佐男命いか」として県内外に知られている。
明木地区・佐々並地区（旧旭村）
国道262号沿い、萩市中心部と山口市のほぼ中間の山間部にあたる。明木地区と佐々並地区の間に山地があり、明木地区は萩市中心部の、佐々並地区は山口市の経済圏になっている。
両地区ともそれぞれの300 - 400m級の山に囲まれているが、冬季は明木地区より佐々並地区の方が寒冷であり、積雪が多い。
明木地区で県道萩秋芳線が分岐しており、萩市中心部から山口市方面、小郡・美祢方面へ向かう交通の要所である。
福井地区・紫福地区（旧福栄村）
中心となる福井地区には県道山口福栄須佐線と県道萩篠生線が、紫福（しぶき）地区には県道山口福栄須佐線が通っている。
山間の盆地に開けた土地であり、夏季は比較的暑く、冬季は寒冷である。
萩市でも屈指の米の生産地である。また、フライドチキン型のチーズケーキも地区内にある道の駅ハピネスふくえで売っている。

### 地名
旧萩市
旧市域。市制時の市域は町村制以前からの萩町と、1923年に周囲と合併して萩町になった地区からなる。萩町は32町5村がそれぞれ大字として扱われ、末尾が「町」(「丁目」)の地区においでも現在まで「大字」を表記する。
- 今古萩町（いまふるはぎちょう）
- 浜崎町（はまさきちょう）
- 浜崎新町（はまさきしんまち）
- 東浜崎町（ひがしはまさきちょう）
- 古萩町（ふるはぎちょう）
- 吉田町（よしだまち）
- 北古萩町（きたふるはぎちょう）
- 恵美須町（えびすちょう）
- 熊谷町（くまがいちょう）
- 細工町（さいくちょう）
- 塩屋町（しおやまち）
- 津守町（つもりまち）
- 御許町（おもとまち）
- 上五間町（かみごけんまち）
- 下五間町（しもごけんまち）
- 唐樋町（からひちょう）
- 米屋町（こめやまち）
- 西田町（にしたまち）
- 東田町（ひがしたまち）
- 油屋町（あぶらやまち）
- 今魚店町（いまうおのたなまち）
- 北片河町（きたかたがわまち）
- 樽屋町（たるやちょう）
- 春若町（はるわかまち）
- 古魚店町（ふるうおのたなまち）
- 橋本町（はしもとちょう）
- 瓦町（かわらまち）
- 呉服町1丁目・2丁目（ごふくちょう）
- 平安古町（ひやこまち）
- 南片河町（みなみかたがわまち）
- 南古萩町（みなみふるはぎまち）
- 土原（ひじわら）
- 川島（かわしま）
- 江向（えむかい）
- 堀内（ほりうち）
- 河添（こうぞえ）

1923年に合併した3村は各々大字を設置していなかったため、合併をもって各々が大字となった。
- 椿東（ちんとう）
  - 上野（うえの）
  - 中ノ倉（なかのくら）
  - 無田ヶ原（むたがはら）
  - 無田ヶ原口（むたがはらぐち）
  - 中津江（なかつえ）
  - 新川（しんかわ）
  - 鶴江（つるえ）
  - 前小畑（まえおばた）
  - 中小畑（なかおばた）
  - 後小畑（うしろおばた）
  - 越ヶ浜（こしがはま）
- 椿（つばき）
- 山田（やまだ）

昭和の大合併で合併した4村のうち、六島村は各々の島名を住所に表記しており、萩市においてもそれらを継承した。ほか3村は大字未設置であったが、合併後は旧村名を住所に表記している。これらには「大字」を表記しない。
- 尾島
- 羽島
- 相島
- 櫃島
- 大島
- 肥島（※以上が六島村）
- 見島
- 大井（おおい）
- 三見（さんみ）

平成の大合併で合併した地域はいずれの地区も旧自治体名を表記しない(川上村を除く)
旧川上村
合併前は大字を設置していなかったため、合併後は全域が「川上」となった。大字は表記しない。
- 川上

旧田万川町
- 上田万（旧江崎町）
- 下田万（旧江崎町）
- 江崎（旧江崎町）
- 上小川西分（旧小川村）
- 上小川東分（旧小川村）
- 中小川（旧小川村）
- 下小川（旧小川村）

旧むつみ村
- 片俣（旧高俣村）
- 高佐上（旧高俣村）
- 高佐下（旧高俣村）
- 吉部上（旧吉部村）
- 吉部下（旧吉部村）

旧須佐町
元は単独村制で発足した須佐村。当時は大字を設置していなかったが、弥富村と合併した際に旧町域を大字須佐とした。
- 須佐
- 弥富上（旧弥富村）
- 弥富下（旧弥富村）
- 鈴野川（旧弥富村）

旧旭村
旭村として合併する以前はいずれも大字を設置していなかったため、合併前の各村域をもって新たに大字となった。
- 佐々並（旧佐々並村）
- 明木（旧明木村）

旧福栄村
- 福井上（旧福井村）
- 福井下（旧福井村）
- 黒川（旧福井村）
- 紫福（旧紫福村。同村時代は大字未設置）

### 隣接する自治体
- 島根県
  - 益田市
  - 鹿足郡津和野町
- 山口県
  - 山口市
  - 長門市
  - 阿武郡阿武町
  - 美祢市

## 姉妹都市・友好都市ほか
萩市の姉妹都市は6都市（国内3都市・国外3都市）。このほか、友好都市協定を結んだ都市がある。

### 姉妹都市

#### 国内
- 下田市（静岡県）
  - 1975年10月28日 - 姉妹都市提携[7]。

日本の「開国の地」（開港地）である下田と、明治維新胎動の地という縁。1854年、吉田松陰は下田に入港中の米艦隊に米国への密航を懇請したが拒絶された。その後、自首した松陰がつながれた獄が下田にある。
- 鎌倉市（神奈川県）
  - 1979年11月2日 - 姉妹都市提携[7]

ともに日本史で重要な役割を果たした歴史のまちとして。鎌倉市制40周年行事の一環として萩市が姉妹都市にふさわしいと選定される。
- 輪島市（石川県）
  - 1990年10月16日 - 姉妹都市提携[7]。

伝統工芸品「萩焼」と「輪島塗」を受け継ぐ点、日本海側にあって漁業や観光が主要産業という共通性から。2012年には災害時相互応援協定を締結。

#### 国外
- 蔚山広域市（大韓民国）
  - 1968年10月29日 - 姉妹都市提携[9][10]

日韓で最も近い距離の都市。1962年に萩市長が視察に訪れて以後提携の打診が行われた。なお、日本の都市と韓国の都市の提携として最初のものである。
- 全羅南道霊岩郡徳津面（大韓民国）
  - 2003年6月18日 - 旧福栄村と姉妹都市提携[9]

1991年、福栄村に在住していた徳津面出身者の縁で、徳津面農協長が福栄村を訪問、以後交流が進展。農業を中心とした産業構造が共通。
- ユーリンゲン・ビルゲンドルフ（ドイツ語版）（ドイツ連邦共和国）
  - 1992年6月12日 - 旧旭村と姉妹都市提携[9]

ユーリンゲン・ビルゲンドルフはスイスとの国境に近い保養地として著名な村。1989年に日独親善交換農村振興対策事情調査団員として訪独し同村に民泊した旭村村長が感銘を受けて交流開始。「農村自然景観と歴史的な遺産の保全」を基調とした町づくりが共通するとして姉妹都市提携。

### 友好関係の都市
- 世田谷区（東京都）
  - 1996年10月26日 - 友好都市提携[11]

世田谷区は萩藩とも縁があり、ともに吉田松陰を祀る松陰神社がある縁。1992年から商店街などの民間交流がはじまる。松陰神社のある世田谷区若林では「萩・世田谷幕末維新祭り」が開催される。
- 前橋市（群馬県）
  - 2002年12月18日 - 友好都市提携[11][12]

萩市出身の楫取素彦が群馬県の初代県令となり、前橋への県庁誘致および同市の経済・教育振興などに貢献した縁による。
- 周南市（山口県）
  - 2003年10月22日 - 旧須佐町と友好都市提携[11]

国道315号線の起点・終点である縁。禁門の変の責を負った須佐領主益田親施が周南市徳山で自決した縁もある。
- 鹿児島市（鹿児島県）
  - 2016年1月21日 - 友好都市提携[13]

2015年に「明治日本の産業革命遺産」が世界遺産に認定されたこと、2016年に薩長同盟締結150周年を迎えたのを記念して、友好交流に関する盟約を締結。
- 石巻市（宮城県）
  - 2016年4月8日 - 友好都市提携

仙台藩主の伊達政宗から命を受けた萩市出身の川村孫兵衛（重吉）が主に手掛けた北上川の改修作業から400年の節目に当たるのをきっかけに両方の市が産業、歴史、教育、文化を皮切りに友好を深め、大規模災害の時には互いに支援し合う仲となった。

### 友好都市提携を拒否された都市
- 会津若松市（福島県）
  - 会津戦争で、会津藩と敵対した長州藩の首府が萩市である事から。
  - 1986年（昭和61年）に、萩市が「敵として戦った戊辰戦争から120年を記念して、そろそろ和解を」と、会津若松市に友好都市提携を持ちかけたが、会津若松市側から「時期尚早である」「我々は恨みを忘れていない」「まだ120年しか経っていない」として、会津戦争の遺恨を理由に、会津若松市から友好関係の締結は拒否された。ただし1996年（平成8年）の会津若松市市民アンケートで「こだわりはない」「どちらでもない」と答えた人は68%、「こだわりがある」と答えた人は32%であった。
  - 2011年（平成23年）3月11日に発生した東日本大震災において、会津若松市は萩市から義援金や福島第一原子力発電所事故避難者用の救援物資の提供を受けており[15]、当時の会津若松市長菅家一郎が萩市をお礼の意味で訪問したものの[16]、菅家は「和解とか仲直りという話ではない」と述べている[17]。

### 災害時応援協定
国内の姉妹都市3市 および交流のある30市町村（山口県内全市町村を含む）と災害応援協定を締結（2012年現在）。姉妹都市以外の遠隔（県外）自治体との協定としては以下がある。
- 鉾田市（茨城県）
  - 2012年3月15日 - 災害時応援協定締結[18]。

山口県旭村（現・萩市）、茨城県旭村（現・鉾田市）、島根県旭村（現・浜田市）など「あさひ」の名を持つ7町村が結んだ「あさひ連邦相互協力協定」（1999年 - 2004年）の枠組みを引き継ぐもの。2011年3月の東日本大震災で被災した鉾田市に、萩市と浜田市が連携して支援物資を送った。
- 丹波篠山市（兵庫県）
  - 2012年6月6日 - 丹波篠山市が篠山市時代に災害時応援協定締結[19]。

2008年度にともに「文化芸術創造都市部門」文化庁長官表彰を受けた縁。

## 歴史

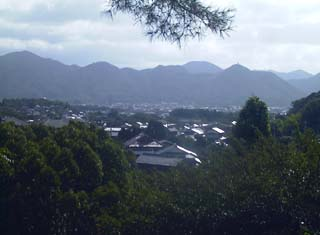
顕義公園より市街を望む

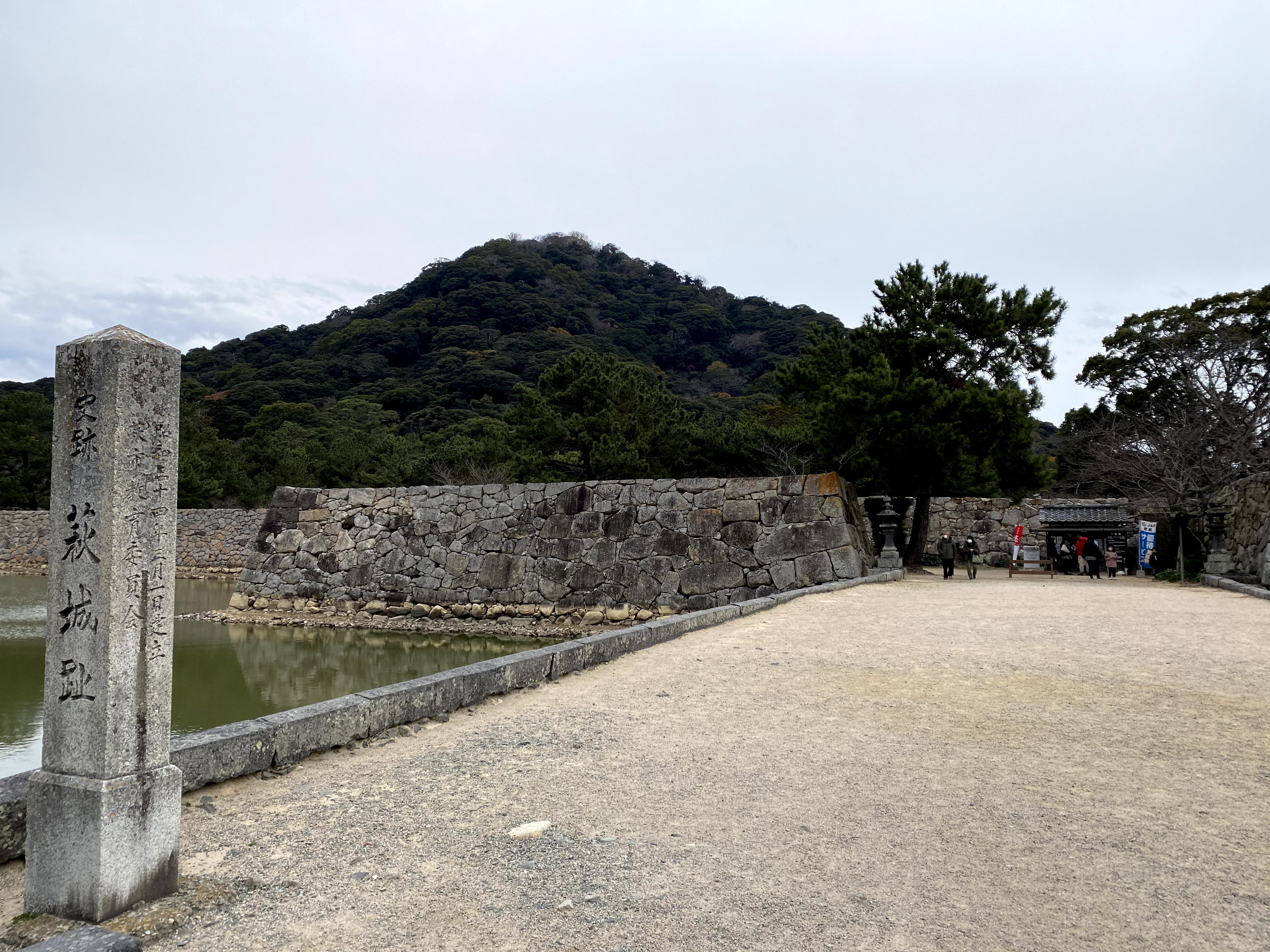
指月山 萩城跡

### 古代
7世紀には宇佐神宮の勧請により松崎八幡宮（650年、大化6年、須佐）が建立された。古代神社があることからすればその一帯には鉱山があり、古くから鉱業によって栄えたと見られる。

### 中世から第二次大戦まで
- 古くは大内氏家臣であった吉見氏の領地であり、津和野城の出丸が築かれていた。
- 関ヶ原の戦いの後の1608年、毛利輝元が日本海に張り出した指月山の麓に萩城を築城し、以後山口の政事堂に藩庁が移されるまでの約260年間、長州藩36万石の城下町として発展した。現在でも細工町、樽屋町など、城下町らしい地名が市内の至る所に残っている。
- 幕末には、吉田松陰が私塾の松下村塾で多くの人材を数多く育成し、そこから、吉田稔麿、高杉晋作、久坂玄瑞、伊藤博文らを出し、又彼らと友好があった井上聞太（井上馨）らの、明治維新の指導者を出した。
- 1876年（明治9年） - 萩の乱が起こる。
- 1924年（大正13年）12月9日 - 明神池が天然記念物の指定を受ける[20]。
- 1925年（大正14年） 4月3日 - 美禰線（当時）長門三隅駅 - 萩駅間が延伸されたことにより、萩町内初の鉄道が開通。萩駅前の椿西小学校（当時）で開通式[21]。
- 1925年（大正14年）11月1日 - 美禰線萩駅 - 東萩駅間が開通。萩公会堂で祝賀会が行われたほか、相撲や競馬の余興が行われた[22]。
- 1929年（昭和4年）4月24日 - 美禰線東萩駅 - 奈古駅間が開通。これにより現在の萩市内の鉄道路線がすべて開通。
- 1933年（昭和8年）2月24日 - 山陰本線須佐駅 - 宇田郷駅間が開通したことにより山陰本線が全通し、萩市と島根県・鳥取県が鉄道で直結された。
- 1937年（昭和12年）4月13日 - 明木（旧明木村）の山中より出火して延焼。山火事により焼失した山林面積約4000町歩、焼失家屋42戸。また、これとは別に同日には川上（旧川上村）でも山火事。（焼失山林面積不詳）焼失家屋88戸の被害[23]。

### 戦後
- 1947年（昭和22年）12月1日 - 昭和天皇が市内に行幸（昭和天皇の戦後巡幸）[24]。土原グラウンドで市民が奉迎を行う[25]。
- 1971年（昭和46年） - 阿東町を除く阿武郡7町村と、萩広域市町村圏組合を設置。
- 1975年（昭和50年） - 旧川上村に阿武川ダムが完成。
- 1996年（平成8年）10月14日 - 山口県立萩美術館・浦上記念館が開館。
- 2004年（平成16年）3月31日 - 阿武町・須佐町が合併協議会から離脱。
- 2004年（平成16年）5月28日 - 須佐町が合併協議会に復帰。現在の枠組みができる。
- 2004年（平成16年）11月11日 - 萩開府400年を記念して萩博物館が開館。

### 行政区域の変遷
- 1889年（明治22年）4月1日 - 町村制の施行により、阿武郡萩町の区域をもって萩町が発足。
- 1923年（大正12年）4月1日 - 阿武郡椿東村・椿村・山田村と新設合併し、改めて萩町が発足。
- 1932年（昭和7年）7月1日 - 市制を施行して萩市となる。山口県内で四番目の市。
- 1955年（昭和30年）3月1日 - 阿武郡三見村・大井村・六島村・見島村を編入。
- 2005年（平成17年）3月6日 - 阿武郡川上村・田万川町・むつみ村・須佐町・旭村・福栄村と合併し、改めて萩市が発足[26]。

## 行政

### 市政運営
広大な市域のため、旧町村部にはそれぞれ総合事務所を置き、それぞれに地域振興部門、市民窓口部門、産業振興部門の3部門を配し、行政サービスを低下させることなく従来の業務ができるようになっている。
また、離島の見島と大島にそれぞれ支所と出張所が設置されている。
- 市長：田中文夫（萩市長、元山口県議会議員）
  - 任期：2021年3月27日 - 2025年3月26日

| 代           | 氏名         | 就任日                    | 退任日                     | 備考         |
| 官選旧萩市長 | 官選旧萩市長 | 官選旧萩市長              | 官選旧萩市長               | 官選旧萩市長 |
| ------------ | ------------ | ------------------------- | -------------------------- | ------------ |
| 1            | 豊田勝蔵     | 1932年（昭和7年）8月8日   | 1936年（昭和11年）2月11日  |              |
| 2            | 市川一郎     | 1936年（昭和11年）3月10日 | 1937年（昭和12年）6月7日   |              |
| 3 - 4        | 古屋武助     | 1937年（昭和12年）7月24日 | 1942年（昭和17年）12月29日 | 死去         |
| 5            | 藤田包助     | 1943年（昭和18年）3月19日 | 1945年（昭和20年）1月22日  | 死去         |
| 6            | 光尾芳人     | 1945年（昭和20年）3月7日  | 1946年（昭和21年）11月5日  |              |
| 公選旧萩市長 |              |                           |                            |              |
| 7 - 8        | 安村正人     | 1947年（昭和22年）4月5日  | 1955年（昭和30年）4月29日  |              |
| 9            | 山下誠一     | 1955年（昭和30年）4月30日 | 1959年（昭和34年）4月30日  |              |
| 10 - 15      | 菊屋嘉十郎   | 1959年（昭和34年）5月1日  | 1983年（昭和58年）2月10日  | 死去         |
| 16           | 林秀宣       | 1983年（昭和58年）4月25日 | 1987年（昭和62年）4月25日  |              |
| 17 - 18      | 小池春光     | 1987年（昭和62年）4月26日 | 1993年（平成5年）8月24日   | 死去         |
| 19 - 21      | 野村興児     | 1993年（平成5年）10月17日 | 2005年（平成17年）3月5日   |              |
| 萩市長       |              |                           |                            |              |
| 1 - 3        | 野村興児     | 2005年（平成17年）3月27日 | 2017年（平成29年）3月26日  |              |
| 4            | 藤道健二     | 2017年（平成29年）3月27日 | 2021年（令和3年）3月26日   |              |
| 5            | 田中文夫     | 2021年（令和3年）3月27日  | 現職                       |              |

- 総合事務所
  - 川上総合事務所
  - 田万川総合事務所
  - むつみ総合事務所
  - 須佐総合事務所
  - 旭総合事務所
  - 福栄総合事務所
- 支所
  - 見島支所、小川支所、高俣支所、弥富支所、佐々並支所、紫福支所
- 出張所
  - 三見出張所、大井出張所、大島出張所

### 医療行政
椿地区に医療機関と老人保健施設が併設した萩・健康維新の里（萩市民病院と福祉・複合施設かがやき）を、2000年4月に開設した。
また一時、萩医療圏から入院施設のある小児科がなくなるという事態があったが、住民の要望で市民病院に小児科を設置し、圏域で唯一の小児科病院となっている。また、離島や中心部から離れた旧町村部にはそれぞれ公立の診療所が設置されている。
なお萩市民病院は、山口県北部で唯一の結核医療機関である。

#### 公立病院
- 萩市民病院

#### 公立診療所
旧萩市
- 萩市見島診療所
- 萩市見島診療所宇津分室
- 萩市大島診療所
- 萩市見島歯科診療所

旧川上村
- 萩市川上診療所

旧田万川町
- 萩市田万川歯科診療所

旧むつみ村
- 萩市むつみ診療所
- 萩市むつみ診療所高俣出張所

旧須佐町
- 萩市弥富診療センター
- 萩市弥富歯科診療所

旧旭村
- 萩市明木診療所
- 萩市佐々並診療所

旧福栄村
- 萩市福川診療所
- 萩市紫福診療所

### 警察署
- 萩警察署
  - かつては江崎地区に江崎警察署があったが、現在は萩警察署に統合され、江崎幹部交番に格下げとなっている。

## 議会

### 市議会
- 定数：20人
- 任期：2022年5月1日 - 2026年4月30日
- 議長：長岡肇太郎
- 副議長：石飛孝道

### 衆議院
- 選挙区：山口3区（宇部市、山口市（旧阿東町域）、萩市、美祢市、山陽小野田市、阿武郡）
- 任期：2021年10月31日 - 2025年10月30日
- 当日有権者数：256,039人
- 投票率：50.14％

| 当落 | 候補者名 | 年齢 | 所属党派   | 新旧別 | 得票数   | 重複 |
| ---- | -------- | ---- | ---------- | ------ | -------- | ---- |
| 当   | 林芳正   | 60   | 自由民主党 | 新     | 96,983票 | ○    |
|      | 坂本史子 | 66   | 立憲民主党 | 新     | 29,073票 | ○    |

## 経済

### 産業
観光業と農業、漁業が多い。工業はほとんど発展していないが、山間のむつみ地区、旭地区、福栄地区では工業団地を造り誘致を行っている。しかし交通の利便性などの地理的条件から進出する企業は少ない。
観光業においては、東萩駅前にあった観光ホテルの廃業（現在は民事再生法の手続きにより、以前からあった土産物屋に加え、貸自転車屋・和食処・居酒屋・喫茶店・カラオケボックス・ゲームセンター・フィットネススタジオ・エステサロンのテナントが入った新たな観光ホテルとして、経営を再開している）や中心商店街などの衰退・全盛期に比べ観光客減少の不況感が漂っており、それらは萩市の大きな課題となっている。

### 漁業
- 大井漁港
- 萩漁港
- 玉江漁港
- 三見漁港
- 大島漁港

- 相島漁港
- 見島漁港
- 須佐漁港
- 江崎漁港

### 主な企業
- 日本果実工業（萩加工場）
- 萩本陣
- スナダフーヅ（本部）
- 柚子屋本店
- 岸田商会
- スナダフーヅ
- 井上商店
- 澄川酒造場

### 主な商業施設
- アトラス萩
- サンリブ萩店
- ザ・ビッグ萩店

## 学校

### 大学
私立
- 至誠館大学

### 高等学校
萩市内には3校あり、いずれも中心部に設置している。
公立
- 山口県立萩高等学校
- 山口県立萩商工高等学校

私立
- 萩光塩学院高等学校 - 中高併設

### 中学校
公立
- 萩東中学校
- 萩西中学校
- 越ヶ浜中学校

- 大井中学校
- 大島中学校
- 見島中学校
- 川上中学校
- 田万川中学校

- むつみ中学校
- 須佐中学校
- 明木中学校
- 佐々並中学校
- 福栄中学校

私立
- 萩光塩学院中学校 - 中高併設

### 小学校
公立
- 明倫小学校
- 椿東小学校
- 越ヶ浜小学校
- 椿西小学校
- 白水小学校
- 大井小学校

- 大島小学校
- 相小学校
- 見島小学校
- 川上小学校
- 小川小学校
- 多磨小学校
- むつみ小学校
- 育英小学校

- 弥富小学校
- 鈴野川小学校
- 明木小学校
- 佐々並小学校
- 福川小学校
- 紫福小学校

私立
- 萩光塩学院小学校 - 休校中

### 小中一貫校
- 三見小中学校

### 閉校した学校

#### 小学校
- 木間小学校 - 2018年3月閉校、白水小学校に編入

#### 中学校
- 木間中学校 - 2018年3月閉校、萩西中学校に編入[28]

#### 大学
- 萩女子短期大学 - 2000年7月28日閉校

### 特別支援学校
- 山口県立萩総合支援学校

### 専修学校
- 萩准看護学院
- 山口県立萩看護学校

## 交通
交通網の整備は、山口県内では最も遅い地域であり、特に新幹線、高速道路網、空港へのアクセスが著しく不便である。
新幹線は山陽新幹線新山口駅を利用する人が最も多いが、萩市街 - 新山口駅間を所要時間1時間程度で結ぶ路線バスしかない。ただ、新山口駅から市街地の萩バスセンターに乗換なしで直結する長所もある。
戦前には萩と岩国を結ぶ鉄道計画があり、当時の首相であった田中義一は萩出身ということで計画も前向きだったが、田中義一内閣の総辞職とともに頓挫し、戦後、益田・日原経由での岩国連絡で工事が進捗していた岩日北線も1980年代の日本鉄道建設公団の工事が凍結された。
一方、昭和40年代には鉄道で小郡（現在の山口市小郡）と萩を結ぶ「小萩線」の建設構想があったが、沿線町村の住民による反対や当時の国鉄の赤字路線整理の中で頓挫してしまった。
高速道路は、現在小倉方面へは中国自動車道美祢IC、広島方面へは山陽自動車道防府東ICを利用する場合が多い。ただし、どの最寄インターも車で最短約40分以上かかる。しかし、2011年（平成23年）5月28日に美祢市にある小郡萩道路絵堂ICから同じく美祢市の中国自動車道と小郡萩道路上にある美祢東JCTまでが全線開通した為（調査区間は除く）絵堂ICから乗れば、美祢ICまで30分台で行けるようになった。
空路は山口宇部空港または石見空港を利用する。なお石見空港は愛称が「萩・石見空港」となっているが、利用者はあまり多くない。車で市街から山口宇部空港まで2時間、石見空港まで1時間程度かかる。

### 鉄道
山陰本線が海岸沿いを東西に通るが、市街地の中心である三角州に乗り入れることなく、その南を迂回している。市街地より東側にある東萩駅が市の中心駅で、市街地より南側に萩駅、西側に三見駅がある。本数は2 - 3時間に1本程度と少なく特に益田方面へは日中5時間程度運行がない時間があるほか、最終列車も20時台と早い。かつては特急・急行も運転されていたが、2005年に特急『いそかぜ』が廃止されて以降定期運行がない（特急は東萩駅に停車していた）。2017年に新下関駅と東萩駅の間を結ぶ観光列車『○○のはなし』が運行開始されたが、2023年6月の豪雨で山陰本線人丸駅 - 滝部駅間と美祢線が不通となったことにより運休している。クルーズトレイン『TWILIGHT EXPRESS 瑞風』はコースにより東萩駅・萩駅が停車駅となる。
西日本旅客鉄道（JR西日本）
- 山陰本線
  - 江崎駅 - 須佐駅 -（阿武町）- 長門大井駅 - 越ケ浜駅 - 東萩駅 - 萩駅 - 玉江駅 - 三見駅 - 飯井駅
- 中心となる駅：東萩駅

### バス

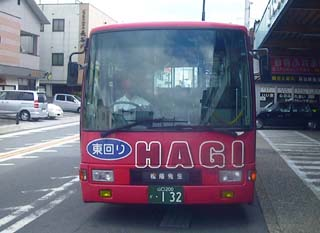
コミュニティーバス 「まぁーるバス」（萩バスセンター前）

東萩駅前と市中心部にある萩バスセンターを中心に、近距離、遠距離のバスが出ている。一般路線バスは市内全域を防長交通が、市中心部 - 旧旭村（ - 山口駅）方面をJRバス中国が、旧須佐町・旧田万川町（ - 益田駅）方面を石見交通が担当している。
長距離バス
- 東京 - 萩「萩エクスプレス」（夜行／防長交通）
- 福岡 - 長門 - 萩「おとずれ号」（昼行／防長交通・西日本鉄道）

主な一般路線特急バス
- 新山口駅行き「はぎ号」（中国ジェイアールバス・防長交通）
- 萩・石見空港連絡バス（防長交通・石見交通）

コミュニティーバス
- 萩循環まぁーるバス

### 道路

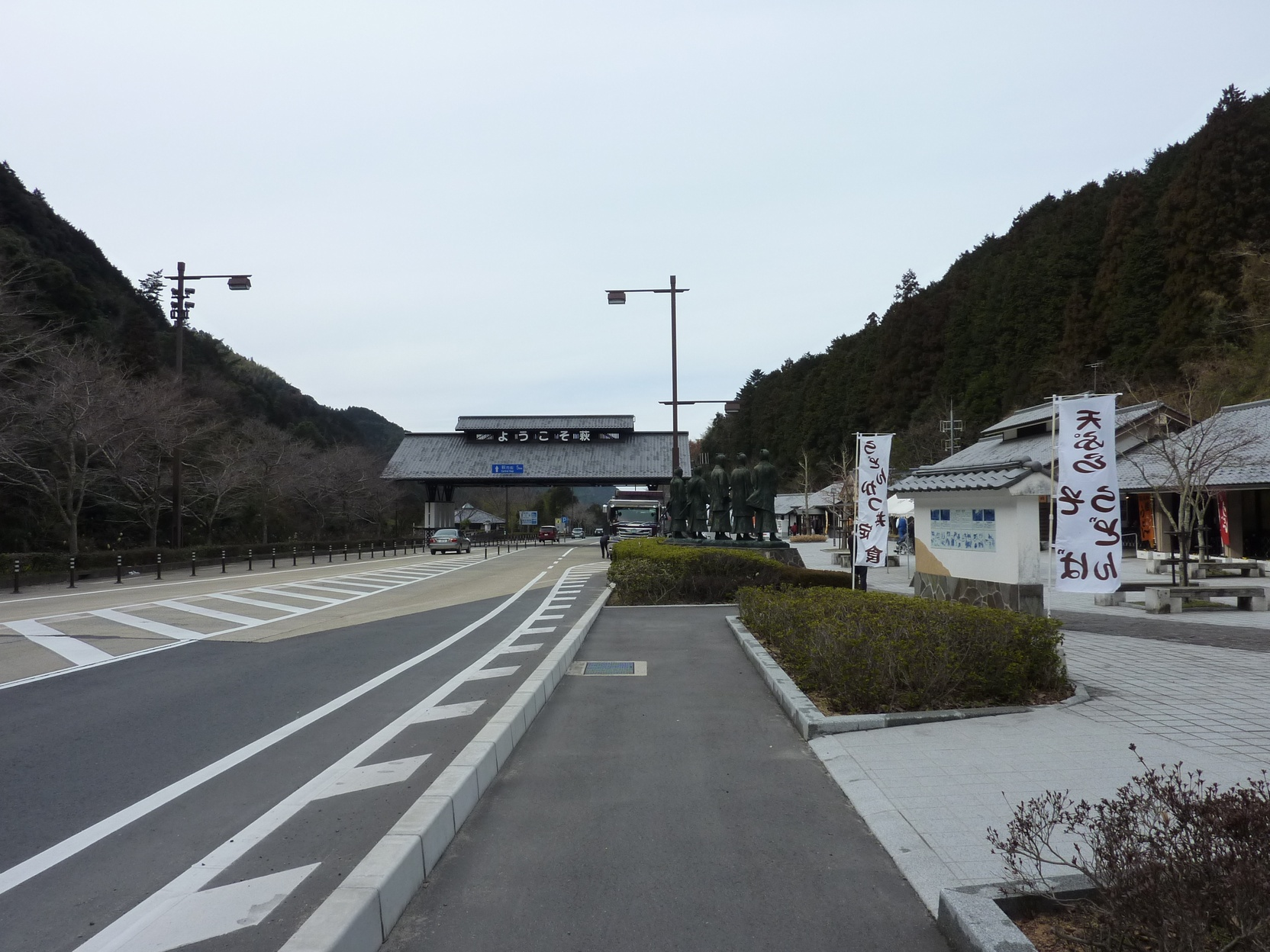
萩道路（山口県道32号萩秋芳線）

益田市より国道191号が海岸線に沿って南下して市内中心部を横断する。須佐で国道315号が、市中心部の土原で国道262号が、郊外の山田で国道490号がそれぞれ分岐する。国道191号は市内中心部では片側2車線の4車線になり、国道262号も現在改良工事が行われている。
高速道路については、全国的な高速道路網につながる路線はないが、国道191号のバイパス道路および、2011年（平成23年）9月23日に全線開通した萩・三隅道路（山陰自動車道）がある。国道490号のバイパス道路として、まだ調査区間段階だが小郡萩道路の未開通部分である、絵堂IC - 萩IC付近までの事業着手が2014年度に決定した。現在、絵堂IC - 萩IC付近の間が着工中である。

#### 高速道路
高規格幹線道路（高速自動車国道に並行する一般国道自動車専用道路）
- 萩・三隅道路 : （計画中） - 萩IC - 三見IC - 明石IC/PA

#### 国道
- 国道191号
- 国道262号
- 国道315号
- 国道490号

#### 主要地方道
- 山口県道10号山口福栄須佐線
- 山口県道11号萩篠生線
- 山口県道13号萩津和野線
- 山口県道14号益田阿武線
- 山口県道17号津和野田万川線
- 山口県道32号萩秋芳線 - 萩道路
- 山口県道62号山口旭線
- 山口県道64号萩三隅線
- 山口県道67号萩川上線

#### 一般県道
- 山口県道124号津和野須佐線
- 山口県道196号宮野上佐々並線
- 山口県道293号萩長門峡線
- 山口県道294号笠山越ヶ浜線
- 山口県道295号萩城趾線
- 山口県道296号三見停車場三見市線
- 山口県道299号萩港線
- 山口県道305号須佐湾高山尾浦線
- 山口県道306号弥富小川線
- 山口県道308号明木美東線
- 山口県道309号佐々並町絵美東線
- 山口県道312号矢代佐々並線
- 山口県道315号吉部下萩線
- 山口県道316号高佐下阿武線
- 山口県道317号高佐下阿東線
- 山口県道328号福井上蔵目喜線
- 山口県道337号田万川須佐線
- 山口県道343号宇田須佐線
- 山口県道344号吉部下篠目線
- 山口県道359号大下日南瀬線
- 山口県道360号笹尾筏場線

#### 市道渡船
- 鶴江の渡し（市道浜崎鶴江線）

### 離島航路
- 萩港（地方港湾）

離島航路は萩市が主に出資している萩海運が運営しており、離島の見島、大島、相島の三島と市内浜崎にある萩商港を結んでいる。
- 萩港 - 見島航路（「ゆりや」）
- 萩港 - 大島航路（「はぎおおしま」）
- 萩港 - 相島航路（「つばき2」）

なお、櫃島には航路がなく、島と本土の間の移動には住民所有の船舶を主に使用している。

## 観光

### 名所旧跡・観光地
観光地としては、松陰神社・松下村塾など幕末から明治維新にかけて活躍した長州藩の志士たちの史跡、萩焼窯元など伝統工芸に関する施設などが主である。多くが江戸時代から幕末にかけてのものであるが、旧郡部は自然を生かした観光地が多い。また古い町並みの保存・活用が盛んで、重要伝統的建造物群保存地区（重伝建）に選定された地区が市内に4箇所あり、これは京都市・金沢市とともに全国最多である。
旧市内（阿武川河口部周辺）、離島部
- 萩城跡
- 萩城下町（菊屋横丁など）- 世界遺産「明治日本の産業革命遺産 製鉄・製鋼、造船、石炭産業」の構成資産
  - 重要文化財 菊屋家住宅 - 藩の豪商・菊屋家の家。江戸初期の建築。
  - 木戸孝允旧宅
  - 高杉晋作誕生地
  - 鍵曲
  - 堀内地区（全国で初めて重伝建に選定された地区の一つ）
  - 平安古地区（全国で初めて重伝建に選定された地区の一つ）

- 松陰神社
- 松下村塾 - 「明治日本の産業革命遺産 製鉄・製鋼、造船、石炭産業」の構成資産
- 萩藩主毛利家墓所
  - 天樹院（毛利輝元墓所）
  - 黄檗宗東光寺
  - 大照院

- 菊ヶ浜
- 萩反射炉 - 「明治日本の産業革命遺産 製鉄・製鋼、造船、石炭産業」の構成資産
- 恵美須ヶ鼻造船所跡 - 「明治日本の産業革命遺産 製鉄・製鋼、造船、石炭産業」の構成資産
- 明倫館水練池及び有備館附明倫館碑
- 伊藤博文旧宅
- 旧萩藩御船倉
- 越ヶ浜
- 明神池
- 笠山
- 南明寺
- 見島ジーコンボ古墳
- 見島のウシ
- 大井円光寺古墳
- 菊ヶ浜海水浴場
- 山口県立萩美術館・浦上記念館
- 萩博物館
- 田床山
- 道の駅萩しーまーと
- 道の駅萩往還
- 道の駅萩・さんさん三見
- 萩本陣温泉
- 萩夏みかん工房
- 浜崎（重伝建選定）

川上地区（旧・川上村）
- 長門峡 - バス停は長門峡北口と名乗っている。道の駅長門峡近辺まで歩いても1時間以上かかる。
- 阿武川温泉

江崎地区・小川地区（旧・田万川町）
- 田万川温泉
- 西堂寺六角堂
- 道の駅ゆとりパークたまがわ

吉部地区・高俣地区（旧・むつみ村）
- ひまわりロード
- 昆虫王国
- 秋川牧園（俗名・むつみ牧場）
- 道の駅うり坊の郷 katamata

須佐地区（旧・須佐町）
- 須佐ホルンフェルス
- 高山
- 須佐湾
- 紹孝寺

明木地区・佐々並地区（旧・旭村）
- 萩往還
- 萩アクティビティパーク
- 農産物加工販売所「つつじ」
- 道の駅あさひ
- はやし屋旅館
- 萩市佐々並市（重伝建選定）

福川地区・紫福地区（旧・福栄村）
- 森田家住宅
- 大板山たたら製鉄遺跡 - 「明治日本の産業革命遺産 製鉄・製鋼、造船、石炭産業」の構成資産
- 道の駅ハピネスふくえ

三見地区（旧・三見村）
-   - 三見橋（通称：眼鏡橋）-  国登録有形文化財
  - 三見吉広のバクチノキ -  県指定天然記念物
  - 道の駅萩・さんさん三見

### 主な祭り・イベント
萩市は四季を通じて常にイベントを行っているが、伝統的な祭事はそれらのイベントの一部に組み込まれていることが多い。
例えば、山口県無形民俗文化財に指定されている「お船謡（おふなうた）」は夏祭りでのイベントの一つとして行われている。
- 萩・椿まつり（2月中旬 - 3月下旬まで）
- 萩焼祭り（主に5月上旬）
- おしくらごう（和船競争）（6月上旬）
- 萩夏まつり（毎年8月1日 - 3日）
  - 萩花火大会（8月1日）
- 万灯会（8月13日は大照院、8月15日は東光寺）
- 萩クロマグロトーナメント（10月または11月）
- 萩時代まつり（11月第2土曜・日曜）
- 維新の里 萩城下町マラソン（12月上旬）

### 特産品
- 萩焼 - 市内に多くの窯元があるが、その中でも三輪窯（三輪休雪）と坂窯（坂高麗左衛門）が二大窯元として有名である。
- 夏みかん - 明治期に武士への救済措置として栽培が奨励され、現在も城下町の土塀より枝を張った夏みかんを見ることが出来る。
- 夏みかん菓子
- 蒲鉾
- ごぼう巻き
- 見蘭牛
- しそわかめ
- 須佐男命いか、赤米（これらは旧須佐町）
- 柚（旧川上村）
- 桃、梨（これらは旧田万川町）
- 大根（千石台地区は2013年（平成25年）度の出荷量は約3,200tで山口県内の出荷量約3,370tのうち約95%を生産[5]。）、松茸、むつみ豚（これらは旧むつみ村）
- 佐々並豆腐、明木醤油（これらは旧旭村）
- そば饅頭（これらは旧福栄村）
- ういろう（外郎）は蒸し菓子の一つ。

### 受賞歴など
- かおり風景100選：萩城下町夏みかんの花
- 水の郷百選：守ろう 育てよう ふるさとの川
- 日本経済新聞社何でもランキング：散策したい歴史ある町並み 第1位
- 第六回ロケーションジャパン大賞ドラマ部門・特別賞〈地域の変化部門〉（NHK大河ドラマ 花燃ゆで）

## 萩市を舞台とした作品
- 赤かぶ検事奮戦記第3シリーズ（推理小説及びそれを原作としたテレビドラマ）
- 奥さまは魔法少女（テレビアニメ。DVD特典に出演者による萩市観光紹介が収録されている）
- 緋が走る（漫画及びそれを原作としたテレビドラマ）
- おれは直角（漫画及びそれを原作としたテレビアニメ。萩明倫館が舞台）
- 少女が大人になる時 その細き道（1984年のテレビドラマ。ヒロインが萩市出身という設定で、オープニングでは萩の海岸、萩城跡、萩城下町が登場する）
- 釣りバカ日誌12 史上最大の有給休暇（松竹、2001年公開。萩市のシーンは後半から登場する）
- 虹を織る（NHK連続テレビ小説）
- 最終試験くじら（CIRCUS制作のゲーム及びそれを原作としたアニメ、漫画。この他防府市の防府天満宮や阿武町、長門市の千畳敷も舞台[要出典]）
- はじまりの歌（NHKの特集テレビドラマ。第63回NHK紅白歌合戦の白組司会を務めた嵐が当番組で歌ったふるさとをモチーフに制作された）
- 花燃ゆ（NHK大河ドラマ。2015年1月4日から12月13日まで放送された）
- 朗読屋（NHK山口発地域発ドラマ）
- 八重子のハミング（小学館文庫から出版された原作を映画化。2016年10月29日の萩市での先行公開を皮切りに山口県内で公開され、2017年5月6日から全国でも順次公開）

## メディア
- NHK山口放送局萩支局
- エフエム萩（FM NANAKO。コミュニティ放送）
- 萩テレビ（はあぶビジョン。ケーブルテレビ局）
- 萩市総合情報施設（旧・川上村・むつみ村・旭村・福栄村の地域をサービスエリアとする市営ケーブルテレビ施設）
- 山口新聞萩支局
- はぎ時事新聞（長門時事新聞を発行している長門市に本社を置く長門時事新聞社が萩市、阿武町を中心に発行しているローカル紙）

## 著名な出身者

### 第二次大戦まで
- 阿武天風 - 小説家、旧三見村出身
- 飯田俊徳
- 井上勝
- 入江九一
- 奥平謙輔
- 桂太郎 - 政治家、軍人、第11・13・15代内閣総理大臣
- 木戸孝允（桂小五郎）
- 菊屋孫輔 - 地主、農業、山口県多額納税者
- 久坂玄瑞
- 久原房之助 - 実業家、政治家
- 厚東常吉
- 品川弥二郎
- 高島北海 - 画家
- 高杉晋作
- 田中義一 - 政治家、軍人、第26代内閣総理大臣
- 広沢真臣
- 藤田伝三郎 - 藤田財閥の創立者
- 正木退蔵 - 東京職工学校（現・東京工業大学）初代校長
- 松林桂月 - 南画家
- 森寛斎 - 日本画家
- 山縣有朋 - 政治家、軍人、第3・9代内閣総理大臣
- 山田顕義
- 山根キク - ジャーナリスト、政治家、婦人参政権獲得運動に尽力。
- 山根正次 - 私立日本医学校（現・日本医科大学）創立者、初代校長
- 吉田松陰
- 吉田稔麿
- 佐久間左馬太 - 台湾総督
- 手塚猛昌 - 時刻表の父（旧・須佐町）
- 片山東熊 - 建築家

### 戦後
- 阿武教子 - 元女子柔道選手（現在は全日本女子柔道の特別コーチ）
- 阿武美和 - 元女子柔道選手
- 宇野亜由美 - 漫画家
- 勝津正男 - 元山口放送アナウンサー（現在はフリーアナウンサー）
- 金崎睦美 - 女優
- 河村建夫 - 政治家、衆議院議員、元内閣官房長官、元文部科学大臣
- きただにひろし - アーティスト（旧・須佐町）
- 紀野一義 - 仏教学者、宗教家
- 佐伯かよの - 漫画家
- 鮫島るい - 元女子柔道選手、AV女優
- 志賀義雄 - 政治家、革命家、元日本共産党衆議院議員
- 城野ゆき - 元女優
- 新谷和彦 - 政治家、山口県議会議員
- 新谷要二 - 実業家、政治家、山口県議会副議長、山口県漁業生産組合長
- 瀧山久志 - ミュージカル俳優
- 田坂都 - 元女優
- 田中龍夫 - 政治家、元文部大臣、元通産大臣、元衆議院議員、元山口県知事
- 長安智子 - NHK福岡放送局アナウンサー
- 七瀬葵 - イラストレーター、漫画家
- 西村不可止 - 画家
- 野坂参三 - 政治家、革命家、元日本共産党議長、元参議院議員
- 平井建多 - ラグビー選手
- 廣田浩章 - 元プロ野球選手
- 弘中勝久 - 山口県副知事
- 松本実 - 俳優
- 陽捷行 - 元農林水産省農業環境技術研究所長、元北里大学副学長
- 三輪休和 - 陶芸家
- 三輪壽雪 - 陶芸家
- 山本和智 - 作曲家
- 山本祐司 - 元毎日新聞記者
- 山下春江 - 政治家、元衆議院議員、元参議院議員
- 吉賀陶馬ワイス - ミュージカル俳優
- 吉武恵市 - 政治家、元衆議院議員、元参議院議員、元自治大臣・労働大臣
- 長井紀幸 - 元山口放送アナウンサー
- 入江一子 - 画家（旧・須佐町）
- 大塚均 - 切手デザイナー（旧・須佐町）
- 吉岡治 - 作詞家、放送作家（旧・田万川町）

### 出来事
萩市出身の幕末の3志士（吉田松陰・木戸孝允〈桂小五郎〉・高杉晋作）について、東京の企業が、食品などさまざまな商品で商標登録を行っていたことが発覚、同市は特許庁に異議申し立てを行った。同市は、3人の名声に便乗した、商標権による利益取得が目的と主張している。